# 충의직언
충의직언(忠義直言)은 충청북도 청주시 흥덕구 운천동, 청주고인쇄박물관에 있는 조선시대의 책이다. 2017년 3월 10일 충청북도의 유형문화재 제369호로 지정되었다.

## 개요
충의직언(忠義直言)은 세종 연간 간행된 중국어 학습서이다. 서문과 발문이 없어 정확한 간행 배경과 시기를 알 수 없다. 유교 이념에 따라 문신 36명과 무신 30명, 종실․외척․부녀․환관․소아 27명, 동물 4마리의 예 등 모두 99종의 고사를 수록하였다.
이 책을 인쇄하는 데 사용된 경자자(庚子字)는 계미자를 보완하여 만든 두 번째 동활자이다. 동활자의 발전사 뿐만 아니라 조선시대 중국어 교육의 현실을 엿볼 수 있는 매우 중요한 서적으로 특히 청주고인쇄박물관 소장본은 현존 유일본으로 추정된다.

## 참고 자료
- 충의직언 - 국가유산청 국가유산포털